# Arenaria mattfeldii
Arenaria mattfeldii är en nejlikväxtart som beskrevs av Charles Baehni. Arenaria mattfeldii ingår i släktet narvar, och familjen nejlikväxter. Inga underarter finns listade i Catalogue of Life.